# Anopedias conicus
Anopedias conicus är en stekelart som beskrevs av William Harris Ashmead 1894. Anopedias conicus ingår i släktet Anopedias och familjen gallmyggesteklar. Inga underarter finns listade i Catalogue of Life.